# 通俗台灣軍談
『通俗台灣軍談』（つうぞくたいわんぐんだん）是以台灣朱一貴事件為主題的軍談，全5卷。作者是萍水散人，著於江戶時代享保8年（1723年），也稱『台灣軍談』。

## 作者
作者萍水散人，本名上坂兼勝（上坂勘兵衛兼勝），出版者是京都的蓍屋勘兵衛，和上坂為同一人。

## 內容
『台灣軍談』以朱一貴為主人公，朱一貴是朱元璋的後裔，部將杜君英、李勇也是明功臣的子孫或皇族。全書以英雄的角度描寫朱一貴，反清亦為擁有正當性的義舉。最後因杜、李的內訌而失敗，戰敗後，朱一貴率領諸將遁入深山，清軍尋之不可得。

## 外部連結
- 通俗台湾軍談